# Heteropoda pingtungensis
Heteropoda pingtungensis este o specie de păianjeni din genul Heteropoda, familia Sparassidae, descrisă de Zhu și I-Min Tso în anul 2006.
Este endemică în Taiwan. Conform Catalogue of Life specia Heteropoda pingtungensis nu are subspecii cunoscute.